# Pitthea catadela
Pitthea catadela là một loài bướm đêm trong họ Geometridae.